# Landgericht Köln
Das Landgericht Köln ist ein Gericht der ordentlichen Gerichtsbarkeit des Landes Nordrhein-Westfalen. Es ist das größte der drei Landgerichte im Bezirk des Oberlandesgerichts Köln und eines der größten Landgerichte Deutschlands. Seit 1. Januar 2025 ist Katrin Jungclaus in der Nachfolge von Roland Ketterle, der Ende 2024 in den Ruhestand getreten ist, Präsidentin.

## Gerichtssitz und -bezirk
Das Landgericht (LG) hat seinen Sitz in Köln. Der Gerichtsbezirk erstreckt sich auf die Kreisfreien Städte Köln und Leverkusen, den Rheinisch-Bergischen und den Rhein-Erft-Kreis, sowie den Oberbergischen Kreis abzüglich der Gemeinden Waldbröl, Morsbach, Nümbrecht und Reichshof.

## Gerichtsgebäude
Das Landgericht ist seit 1981 im 105 m hohen, in Form eines Sternes angeordneten dreiflügeligen Gebäude untergebracht. Dort befindet sich auch das Amtsgericht Köln.

## Geschichte
Das Landgericht Köln existiert unter diesem Namen seit 1820. In der damaligen preußischen Rheinprovinz galt die französische Gerichtsorganisation weiter. Der Appellationsgerichtshof Köln hatte dort die Funktion des Appellationsgerichtes. Die ihm untergeordneten Gerichte trugen nicht die Bezeichnung Kreisgericht, sondern Landgericht. Dem Landgericht Köln waren folgende Friedensgerichte als Gerichte erster Instanz untergeordnet:
| Friedensgericht                  | Sitz        |
| -------------------------------- | ----------- |
| Friedensgericht Bensberg         | Bensberg    |
| Friedensgericht Bergheim         | Bergheim    |
| Friedensgericht Köln I           | Köln        |
| Friedensgericht Köln II          | Köln        |
| Friedensgericht Köln III         | Köln        |
| Friedensgericht Köln IV          | Köln        |
| Friedensgericht Gummersbach      | Gummersbach |
| Friedensgericht Homburg zu Wiehl | Wiehl       |
| Friedensgericht Kerpen           | Kerpen      |
| Friedensgericht Lindlar          | Lindlar     |
| Friedensgericht Mülheim          | Mülheim     |
| Friedensgericht Wipperfürth      | Wipperfürth |

Hinzu kamen 1820 noch die folgenden Friedensgerichte, die aber 1850 dem dann neu gegründeten Landgericht Bonn zugeordnet wurde:
| Friedensgericht              | Sitz         |
| ---------------------------- | ------------ |
| Friedensgericht Bonn I       | Bonn         |
| Friedensgericht Bonn II      | Bonn         |
| Friedensgericht Eckenhagen   | Eckenhagen   |
| Friedensgericht Eitorf       | Eitorf       |
| Friedensgericht Honnef       | Bad Honnef   |
| Friedensgericht Königswinter | Königswinter |
| Friedensgericht Lechenich    | Lechenich    |
| Friedensgericht Rheinbach    | Rheinbach    |
| Friedensgericht Siegburg     | Siegburg     |
| Friedensgericht Waldbröl     | Waldbröl     |
| Friedensgericht Zülpich      | Zülpich      |

## Pressekammer
Die Pressekammer des Landgerichtes in Köln ist bei Prominenten relativ beliebt, wenn sie sich auf die Verletzung von Persönlichkeitsrechten berufen. In derartigen Fällen gilt ein fliegender Gerichtsstand im Sinne des § 32 ZPO, das heißt, der Kläger darf sich das örtlich zuständige Gericht aussuchen (auch Forum Shopping genannt). Es ist sogar möglich, dass ein Kläger, nachdem er bei einem Landgericht mit einer einstweiligen Verfügung gescheitert ist, ein weiteres Landgericht konsultiert. Das Landgericht Köln neigt bei der Abwägung von Persönlichkeitsrecht und Pressefreiheit eher zum Schutz von Persönlichkeitsrechten als andere Landgerichte und ist eher als andere Gerichte bereit, über einstweilige Verfügungen, bei Eilbedürftigkeit auch ohne Anhörung der Presseseite, zu entscheiden. Es gilt unter Journalisten als das Schärfste im Land. So stieg die Verfahrenszahl aller deutschen Presseurteile von 8 auf 24 Prozent innerhalb von sechs Jahren (Basisjahr: 2006). Damit ist die Kammer mit 76 Prozent Pressefälle ausgelastet. Alle Presseverfahren werden von Richter Dirk Eßer bearbeitet.

## Über- und nachgeordnete Gerichte
Dem Landgericht Köln übergeordnet ist das Oberlandesgericht Köln. Nachgeordnet sind die Amtsgerichte Bergheim, Bergisch Gladbach, Brühl, Gummersbach, Kerpen, Köln, Leverkusen, Wermelskirchen und Wipperfürth.

## Bekannte Richter (Auswahl)
- Konrad Adenauer, Hilfsrichter vom 1. Dezember 1905 bis Ende März 1906[6]
- Manfred Baldus, Vorsitzender Richter von 1977 bis 2000
- Walter Müller, Präsident während der nationalsozialistischen Gewaltherrschaft

## Bekannte Verfahren und Urteile (Auswahl)
- 1963: Kölsch kommt aus Köln
- 2003: erektile Dysfunktion keine Krankheit, Viagra kein symptomatisches Medikament
- 2007: Kabarettist darf einen Kardinal nicht mehr als Hassprediger bezeichnen
- 2011: Geldwert von Miles & More-Meilen
- 2012: Zirkumzision rechtswidrig
- 2013: Abmahnwelle gegen Streaming-Nutzer
- 2014: Keine Zulassung der Klage gegen einen der mutmaßlichen SS-Täter des Massakers von Oradour